# بوذا (مانغا)
بوذا هي سلسلة مانغا يابانية من رسم أوسامو تيزوكا. بدأ نشرها في سبتمبر 1972 حتى ديسمبر 1983 وبيعت أكثر من 20 مليون نسخة وحصلت على جائزة إيسنر في عام 2004 و2005.